# Comunele Estoniei

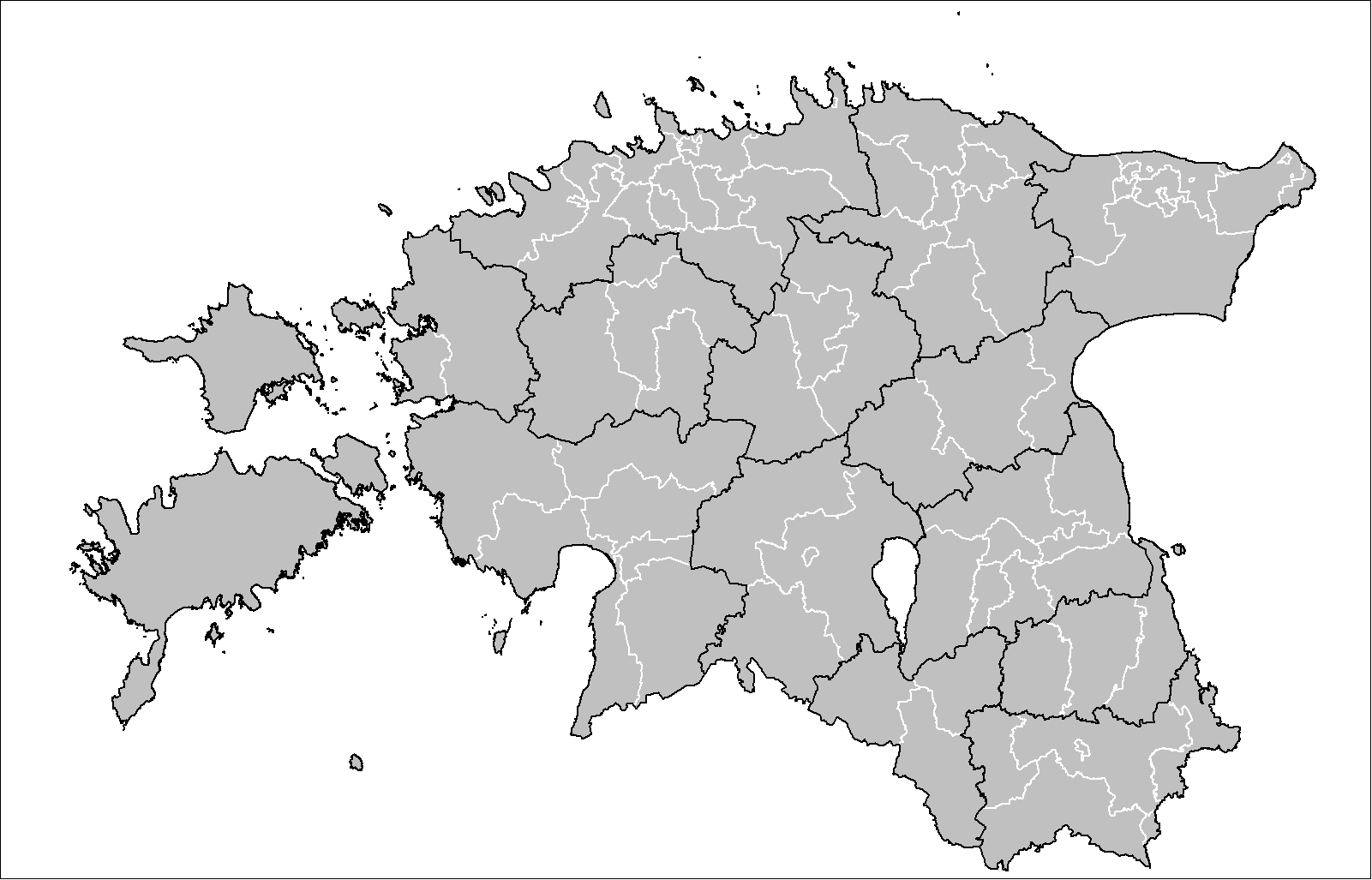
Comunele Estoniei

Comuna (în estonă omavalitsus) este cea mai mică subdiviziune administrativă din Estonia.
Comunele acoperă întregul teritoriu al Estoniei. În Estonia sunt două comune: comune urbane sau orașele (în estonă linnad) și comune rurale (în estonă vallad). Comuna poate conține una sau mai multe localități. Unele comune urbane sunt împărțite în districte (în estonă linnaosad). Astfel, Tallinn este format din 8 districte (Haabersti, Kesklinn, Kristiine, Lasnamäe, Mustamäe, Nõmme, Pirita, Põhja-Tallinn).
Populația comunelor variază, de la 427.500 de locuitori - cât are Tallinn, până la 68 de locuitori - Ruhnu. Două treimi din comunele Estoniei au o populație sub 3.000 de locuitori.
Din octombrie 2005, Estonia are 227 de comune, 34 dintre care sunt urbane și 193 rurale. 
Reforma administrativă din 2017 a redus numărul de comune la 76.

## Lista comunelor Estoniei până în 2017
| Harta comitatului         | Comitat              | Comună     |
| ------------------------- | -------------------- | ---------- |
|                           | Comitatul Harju      | Keila      |
| Loksa                     | Comitatul Harju      |            |
| Maardu                    | Comitatul Harju      |            |
| Paldiski                  | Comitatul Harju      |            |
| Saue                      | Comitatul Harju      |            |
| Tallinn                   | Comitatul Harju      |            |
| Aegviidu                  | Comitatul Harju      |            |
| Anija (Kehra)             | Comitatul Harju      |            |
| Harku                     | Comitatul Harju      |            |
| Jõelähtme                 | Comitatul Harju      |            |
| Keila                     | Comitatul Harju      |            |
| Kernu                     | Comitatul Harju      |            |
| Kiili (Kiili)             | Comitatul Harju      |            |
| Kose                      | Comitatul Harju      |            |
| Kuusalu                   | Comitatul Harju      |            |
| Nissi                     | Comitatul Harju      |            |
| Padise                    | Comitatul Harju      |            |
| Raasiku                   | Comitatul Harju      |            |
| Rae                       | Comitatul Harju      |            |
| Saku                      | Comitatul Harju      |            |
| Saue                      | Comitatul Harju      |            |
| Vasalemma                 | Comitatul Harju      |            |
| Viimsi                    | Comitatul Harju      |            |
|                           | Comitatul Hiiu       | Emmaste    |
| Hiiu (Kärdla)             | Comitatul Hiiu       |            |
| Käina                     | Comitatul Hiiu       |            |
| Pühalepa                  | Comitatul Hiiu       |            |
|                           | Comitatul Ida-Viru   | Kiviõli    |
| Kohtla-Järve              | Comitatul Ida-Viru   |            |
| Narva                     | Comitatul Ida-Viru   |            |
| Narva-Jõesuu              | Comitatul Ida-Viru   |            |
| Sillamäe                  | Comitatul Ida-Viru   |            |
| Alajõe                    | Comitatul Ida-Viru   |            |
| Aseri                     | Comitatul Ida-Viru   |            |
| Avinurme                  | Comitatul Ida-Viru   |            |
| Iisaku                    | Comitatul Ida-Viru   |            |
| Illuka                    | Comitatul Ida-Viru   |            |
| Jõhvi (Jõhvi)             | Comitatul Ida-Viru   |            |
| Kohtla                    | Comitatul Ida-Viru   |            |
| Kohtla-Nõmme              | Comitatul Ida-Viru   |            |
| Lohusuu                   | Comitatul Ida-Viru   |            |
| Lüganuse (Püssi)          | Comitatul Ida-Viru   |            |
| Mäetaguse                 | Comitatul Ida-Viru   |            |
| Sonda                     | Comitatul Ida-Viru   |            |
| Toila                     | Comitatul Ida-Viru   |            |
| Tudulinna                 | Comitatul Ida-Viru   |            |
| Vaivara                   | Comitatul Ida-Viru   |            |
|                           | Comitatul Järva      | Paide      |
| Albu                      | Comitatul Järva      |            |
| Ambla                     | Comitatul Järva      |            |
| Imavere                   | Comitatul Järva      |            |
| Järva-Jaani (Järva-Jaani) | Comitatul Järva      |            |
| Kareda                    | Comitatul Järva      |            |
| Koeru                     | Comitatul Järva      |            |
| Koigi                     | Comitatul Järva      |            |
| Paide                     | Comitatul Järva      |            |
| Roosna-Alliku             | Comitatul Järva      |            |
| Türi (Türi)               | Comitatul Järva      |            |
| Väätsa                    | Comitatul Järva      |            |
|                           | Comitatul Jõgeva     | Jõgeva     |
| Mustvee                   | Comitatul Jõgeva     |            |
| Põltsamaa                 | Comitatul Jõgeva     |            |
| Jõgeva                    | Comitatul Jõgeva     |            |
| Kasepää                   | Comitatul Jõgeva     |            |
| Pajusi                    | Comitatul Jõgeva     |            |
| Pala                      | Comitatul Jõgeva     |            |
| Palamuse                  | Comitatul Jõgeva     |            |
| Puurmani                  | Comitatul Jõgeva     |            |
| Põltsamaa                 | Comitatul Jõgeva     |            |
| Saare                     | Comitatul Jõgeva     |            |
| Tabivere                  | Comitatul Jõgeva     |            |
| Torma                     | Comitatul Jõgeva     |            |
|                           | Comitatul Lääne      | Haapsalu   |
| Hanila                    | Comitatul Lääne      |            |
| Kullamaa                  | Comitatul Lääne      |            |
| Lääne-Nigula              | Comitatul Lääne      |            |
| Lihula (Lihula)           | Comitatul Lääne      |            |
| Martna                    | Comitatul Lääne      |            |
| Noarootsi                 | Comitatul Lääne      |            |
| Nõva                      | Comitatul Lääne      |            |
| Ridala                    | Comitatul Lääne      |            |
| Vormsi                    | Comitatul Lääne      |            |
|                           | Comitatul Lääne-Viru | Kunda      |
| Rakvere                   | Comitatul Lääne-Viru |            |
| Haljala                   | Comitatul Lääne-Viru |            |
| Kadrina                   | Comitatul Lääne-Viru |            |
| Laekvere                  | Comitatul Lääne-Viru |            |
| Rakke                     | Comitatul Lääne-Viru |            |
| Rakvere                   | Comitatul Lääne-Viru |            |
| Rägavere                  | Comitatul Lääne-Viru |            |
| Sõmeru                    | Comitatul Lääne-Viru |            |
| Tamsalu (Tamsalu)         | Comitatul Lääne-Viru |            |
| Tapa (Tapa)               | Comitatul Lääne-Viru |            |
| Vihula                    | Comitatul Lääne-Viru |            |
| Vinni                     | Comitatul Lääne-Viru |            |
| Viru-Nigula               | Comitatul Lääne-Viru |            |
| Väike-Maarja              | Comitatul Lääne-Viru |            |
|                           | Comitatul Pärnu      | Pärnu      |
| Sindi                     | Comitatul Pärnu      |            |
| Are                       | Comitatul Pärnu      |            |
| Audru (Lavassaare)        | Comitatul Pärnu      |            |
| Halinga (Pärnu-Jaagupi)   | Comitatul Pärnu      |            |
| Häädemeeste               | Comitatul Pärnu      |            |
| Kihnu                     | Comitatul Pärnu      |            |
| Koonga                    | Comitatul Pärnu      |            |
| Paikuse (Paikuse)         | Comitatul Pärnu      |            |
| Saarde (Kilingi-Nõmme)    | Comitatul Pärnu      |            |
| Sauga                     | Comitatul Pärnu      |            |
| Surju                     | Comitatul Pärnu      |            |
| Tahkuranna                | Comitatul Pärnu      |            |
| Tootsi                    | Comitatul Pärnu      |            |
| Tori                      | Comitatul Pärnu      |            |
| Tõstamaa                  | Comitatul Pärnu      |            |
| Varbla                    | Comitatul Pärnu      |            |
| Vändra (comună)           | Comitatul Pärnu      |            |
| Vändra (bourg)            | Comitatul Pärnu      |            |
|                           | Comitatul Põlva      | Ahja       |
| Kanepi                    | Comitatul Põlva      |            |
| Kõlleste                  | Comitatul Põlva      |            |
| Laheda                    | Comitatul Põlva      |            |
| Mikitamäe                 | Comitatul Põlva      |            |
| Mooste                    | Comitatul Põlva      |            |
| Orava                     | Comitatul Põlva      |            |
| Põlva (Põlva)             | Comitatul Põlva      |            |
| Räpina (Räpina)           | Comitatul Põlva      |            |
| Valgjärve                 | Comitatul Põlva      |            |
| Vastse-Kuuste             | Comitatul Põlva      |            |
| Veriora                   | Comitatul Põlva      |            |
| Värska                    | Comitatul Põlva      |            |
|                           | Comitatul Rapla      | Juuru      |
| Järvakandi (bourg)        | Comitatul Rapla      |            |
| Kaiu                      | Comitatul Rapla      |            |
| Kehtna                    | Comitatul Rapla      |            |
| Kohila (Kohilia)          | Comitatul Rapla      |            |
| Käru                      | Comitatul Rapla      |            |
| Märjamaa (Märjamaa)       | Comitatul Rapla      |            |
| Raikküla                  | Comitatul Rapla      |            |
| Rapla (Rapla)             | Comitatul Rapla      |            |
| Vigala                    | Comitatul Rapla      |            |
|                           | Comitatul Saare      | Kuressaare |
| Kaarma                    | Comitatul Saare      |            |
| Kihelkonna                | Comitatul Saare      |            |
| Kärla                     | Comitatul Saare      |            |
| Laimjala                  | Comitatul Saare      |            |
| Leisi                     | Comitatul Saare      |            |
| Lümanda                   | Comitatul Saare      |            |
| Muhu                      | Comitatul Saare      |            |
| Mustjala                  | Comitatul Saare      |            |
| Orissaare                 | Comitatul Saare      |            |
| Pihtla                    | Comitatul Saare      |            |
| Pöide                     | Comitatul Saare      |            |
| Ruhnu                     | Comitatul Saare      |            |
| Salme                     | Comitatul Saare      |            |
| Torgu                     | Comitatul Saare      |            |
| Valjala                   | Comitatul Saare      |            |
|                           | Comitatul Tartu      | Elva       |
| Kallaste                  | Comitatul Tartu      |            |
| Tartu                     | Comitatul Tartu      |            |
| Alatskivi                 | Comitatul Tartu      |            |
| Haaslava                  | Comitatul Tartu      |            |
| Kambja                    | Comitatul Tartu      |            |
| Konguta                   | Comitatul Tartu      |            |
| Laeva                     | Comitatul Tartu      |            |
| Luunja                    | Comitatul Tartu      |            |
| Meeksi                    | Comitatul Tartu      |            |
| Mäksa                     | Comitatul Tartu      |            |
| Nõo                       | Comitatul Tartu      |            |
| Peipsiääre                | Comitatul Tartu      |            |
| Piirissaar                | Comitatul Tartu      |            |
| Puhja                     | Comitatul Tartu      |            |
| Rannu                     | Comitatul Tartu      |            |
| Rõngu                     | Comitatul Tartu      |            |
| Tartu                     | Comitatul Tartu      |            |
| Tähtvere                  | Comitatul Tartu      |            |
| Vara                      | Comitatul Tartu      |            |
| Võnnu                     | Comitatul Tartu      |            |
| Ülenurme                  | Comitatul Tartu      |            |
|                           | Comitatul Valga      | Tõrva      |
| Valga                     | Comitatul Valga      |            |
| Helme                     | Comitatul Valga      |            |
| Hummuli                   | Comitatul Valga      |            |
| Karula                    | Comitatul Valga      |            |
| Otepää (Otepää)           | Comitatul Valga      |            |
| Palupera                  | Comitatul Valga      |            |
| Puka                      | Comitatul Valga      |            |
| Põdrala                   | Comitatul Valga      |            |
| Sangaste                  | Comitatul Valga      |            |
| Taheva                    | Comitatul Valga      |            |
| Tõlliste                  | Comitatul Valga      |            |
| Õru                       | Comitatul Valga      |            |
|                           | Comitatul Viljandi   | Mõisaküla  |
| Viljandi                  | Comitatul Viljandi   |            |
| Võhma                     | Comitatul Viljandi   |            |
| Abja (Abja-Paluoja)       | Comitatul Viljandi   |            |
| Halliste                  | Comitatul Viljandi   |            |
| Karski (Karksi-Nuia)      | Comitatul Viljandi   |            |
| Kolga-Jaani               | Comitatul Viljandi   |            |
| Kõo                       | Comitatul Viljandi   |            |
| Kõpu                      | Comitatul Viljandi   |            |
| Suure-Jani (Suure-Jaani)  | Comitatul Viljandi   |            |
| Tarvastu                  | Comitatul Viljandi   |            |
| Viljandi                  | Comitatul Viljandi   |            |
|                           | Comitatul Võru       | Võru       |
| Antsla (Antsla)           | Comitatul Võru       |            |
| Haanja                    | Comitatul Võru       |            |
| Lasva                     | Comitatul Võru       |            |
| Meremäe                   | Comitatul Võru       |            |
| Misso                     | Comitatul Võru       |            |
| Mõniste                   | Comitatul Võru       |            |
| Rõuge                     | Comitatul Võru       |            |
| Sõmerpalu                 | Comitatul Võru       |            |
| Urvaste                   | Comitatul Võru       |            |
| Varstu                    | Comitatul Võru       |            |
| Vastseliina               | Comitatul Võru       |            |
| Võru (comună)             | Comitatul Võru       |            |